# 딕 버트커스
딕 벗키스(Dick Butkus, 영어 발음: /ˈbʌtkɪs/, 1942년 12월 9일 ~ 2023년 10월 5일)는 미국의 미식축구 라인배커, 스포츠 해설가, 배우, 텔레비전 진행자, 라디오 DJ이다. 1965년부터 1973년까지 NFL 시카고 베어스 소속으로 뛰었다. 1979년 프로 풋볼 명예의 전당에 헌액되었으며 벗키스의 등번호 51은 시카고 베어스에서 영구 결번이 되었다.
시카고에서 태어나 말리부에서 사망했다.

## 출연 작품

### 영화
- Gus (1976)
- The Legend of Sleepy Hollow (1980)
- Cracking Up (1983)
- 햄버거 (1986, Hamburger: The Motion Picture)
- 스텝포드의 비밀 (1987, The Stepford Children)
- Crash Course (1988)
- 마지막 보이스카웃 (1991) - 본인 역
- 그렘린 2: 뉴욕 대소동 (1990) - 본인 역
- 애니 기븐 선데이 (1999)

### 텔레비전
- 야망의 계절 (1976)
- 꿈꾸는 낙원 (1978-80)
- 원더우먼 (1979)
- 매그넘 P.I. (1982)
- 사랑의 유람선 (1984)
- 블루 썬더 (1984) - 텔레비전 드라마화
- 맥가이버 (1990-91)
- 코치 (1992-97, Coach)